# Bolzano
Bolzano (italsky) nebo Bozen (německy), též Balsan/Bulsan (ladinsky), je město v regionu Trentino-Alto Adige v severní Itálii, správní středisko autonomní provincie Bolzano (zvaná též Jižní Tyrolsko).
Bolzano je největším městem Jižního Tyrolska a střediskem italské přítomnosti v převážně německojazyčné oblasti. Z jeho 105 713 obyvatel (2013) hovoří 73 % italsky, 26 % německy a 0,7 % ladinsky. Na počátku 21. století proběhla silná vlna imigrace; podíl cizinců (především z Maroka, Pákistánu a balkánských zemí) tvoří přibližně 12 %. Je zde letiště.

## Historie

### Antika a raný středověk

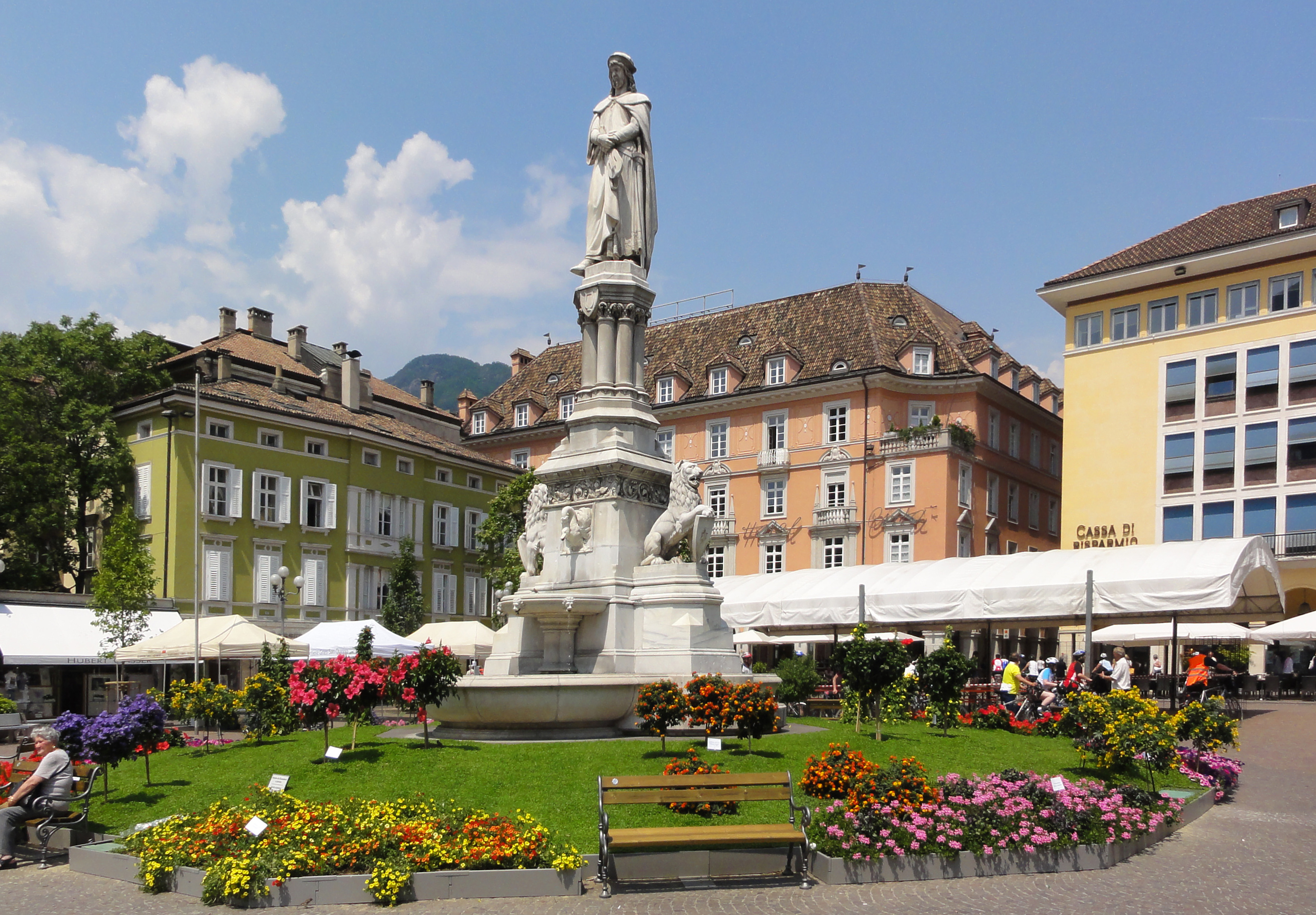
hlavní náměstí Waltherplatz - piazza Walther

V raném středověku bylo okolí Bolzana kvůli močálům a častým povodním neobyvatelné. Již v období římské říše se vedle silniční stanice Pons Drusi nacházelo sídliště. To se rozkládalo v okolí dnešní katedrály Nanebevzetí Panny Marie, kde byl nalezen raně křesťanský kostel. Vojenská stanice se s největší pravděpodobností nacházela u mostu přes řeku Isarco. V období stěhování národů byla sídla v údolí opuštěna a přemístěna na vyvýšená místa.

### Středověk
Biskupové přemístili sídlo zpátky do údolí a založili tržiště.
Bolzano od svého založení a povýšení do městského stavu před více než 800 lety byla obchodním centrem mezi dalšími významnými obchodními městy Benátkami a Augsburgem. Na výstavy, které se konaly čtyřikrát do roka, přicházeli obchodníci ze severu a jihu. Z tohoto důvodu byl roku 1635 zřízen Merkantilmagistrat (obchodní soud), který se v době trhů skládal ze 2 německých a 2 italských radních.
Od 12. století stavěla šlechta v údolí Bolzana hrady, obvykle na exponovaných místech, aby ukázala světskou moc rodin. Hrady byly stavěny na strategicky výhodných místech. Hrady spojovaly nároky politické moci s právní funkcí a s vybíráním daní. Daně byly většinou vybírány v naturáliích a z tohoto důvodu byly v prostorách hradů stáje a sklady pro skladování obilí a vína. 
Roku 1381 získalo město Bolzano od vévody Leopolda III. městský znak.
V pozdním středověku byla moc přesunuta do měst Bolzano, Merano, Brixen a ke dvoru na hrad Tirol (od roku 1420 do Innsbrucku).
Městská privilegia existovala od konce 13. století, ale formální listinou se 104 články byla potvrzena až roku 1437..

### Novověk
V roce 1635 udělila tyrolská vévodkyně Claudia Medicejská Bolzanu vlastní obchodní soud.
Industrializace Jižního Tyrolska došla do Bolzana v roce 1848 založením továrny na bavlnu Herrmann-Kofler. V roce 1859 bylo otevřeno vlakové nádraží Bozen-Gries, jež se zaměřilo na spojení s lázeňským městečkem Gries, 
V období italského fašismu vzrostl počet obyvatel města díky propagaci italštiny. Vznikly nové městské čtvrti,  a industrializace byla podpořena výstavbou průmyslové čtvrti na jihu města (Oberau-Grutzen). Za německé okupace v letech 1943-1945 byly deportováni Židé do  nacistického tranzitního tábora Bopzen, leteckými nálety zničeny stavby starého města.
V poválečném období se postupně město stalo administrativním, politickým a ekonomickým činitelem regionu.
V roce 1997 byla založena univerzita se třemi vyučovacími jazyky (němčina-italština-angličtina).

## Město a památky

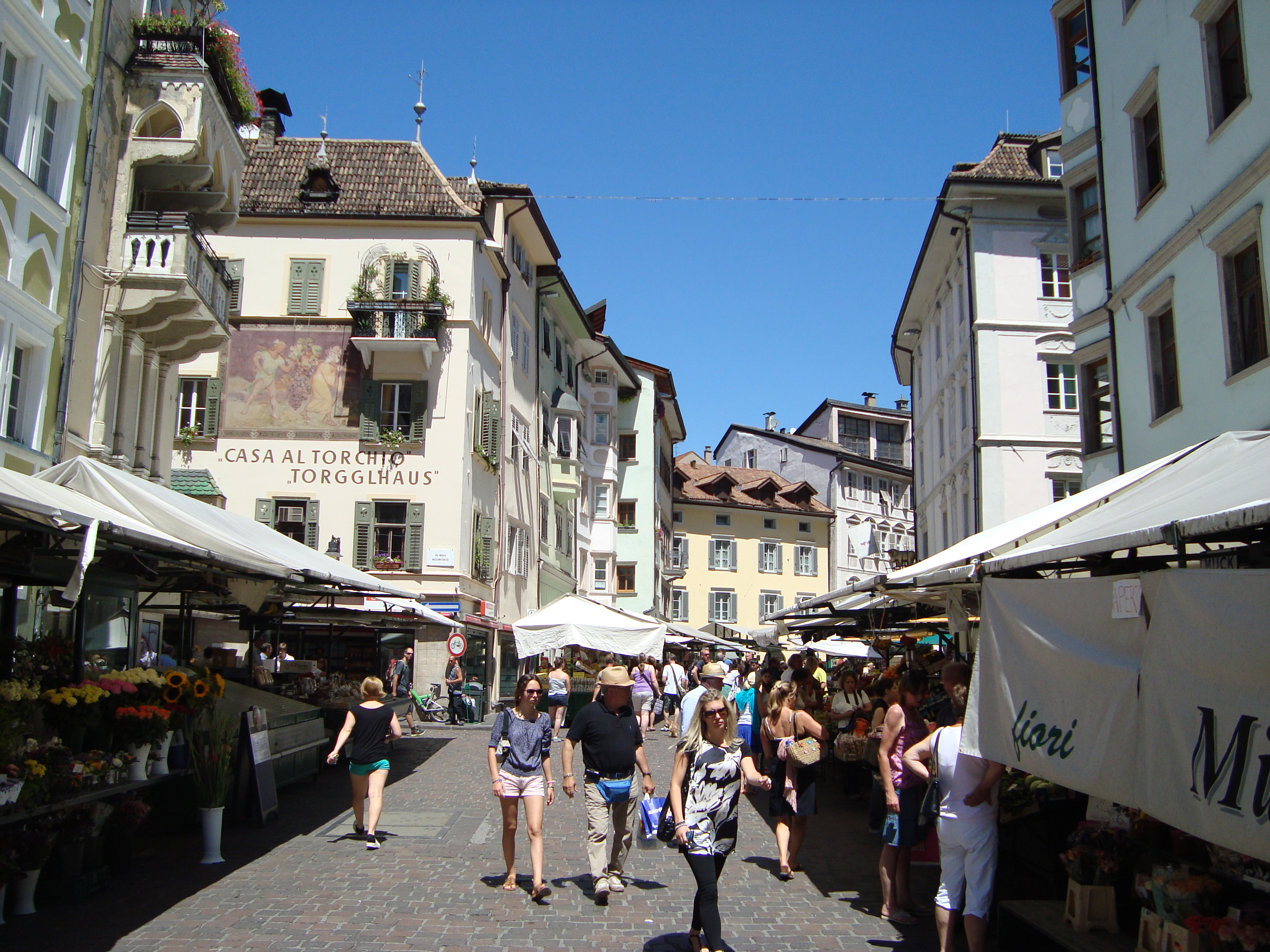
Centrum historické části města

Střed města je na Piazza Walther. V jihozápadní části náměstí stojí gotický farní kostel Duomo di Bolzano vystavěný v průběhu 13. až 15. století, 64 m vysoká věž pochází ze 16. století. Pár desítek metrů západně, na Piazza Domenicani, je gotický dominikánský kostel z roku 1270 s kaplí sv. Jana, kde jsou vzácné fresky Giottových žáků z roku 1340. Severovýchodně od hlavního náměstí Piazza Walther leží Rathausplatz (Piazza del Municipio), menší náměstí s radnicí z roku 1907. Měšťanské domy na náměstí jsou upraveny v rokokovém slohu. Západně od náměstí vede Via dei Portici (Laubengasse). Tato ulice a jižně rovnoběžné Via Argentieri a Via della Mostra, jsou živé pěší zóny s měšťanskými domy ze 17. století s řadou obchodů, restaurací a kaváren. V ulici Via dei Francescani se nachází františkánský kostel z počátku 14. století. Cenná je křížová chodba ze 14. století s freskami, opět od žáků Giootovy školy. Na konci Via dei Portici se nachází Archeologické muzeum (Museo Civico) se sbírkou kulturních a uměleckých předmětů vztahujících se k regionu Horní Adiže (Jižní Tyrolsko).
Západně od historické části Bolzana protéká řeka Talvera, na straně u starého města je louka s výhledem na okolní vrchy. Západně, za řekou, leží čtvrti postavené v průběhu 20. století Gries-S.Quirino a Europa-Novacella. Jižně pak leží čtvrť Oltrisarco-Aslago.
V Bolzanu a blízkém okolí se nachází jedenáct hradů, nejznámější jsou Castel Mareccio (Maretsch) a Castel Roncolo. Hrad Maretsch leží v severní části města, nad starým městem u řeky Talvery. Pochází ze 13. století, v letech 1560–70 byl renesančně upraven. Necelé 2 km severně proti proudu řeky pak leží hrad Roncolo ze 13. až 14. st. (založený roku 1237). V sálech jsou fresky ze 14. až 15. století.

## Sport
Ve městě hraje velké množství hokejových klubů mezi ty nejznámější patří:
- HC Bolzano

### Fotogalerie

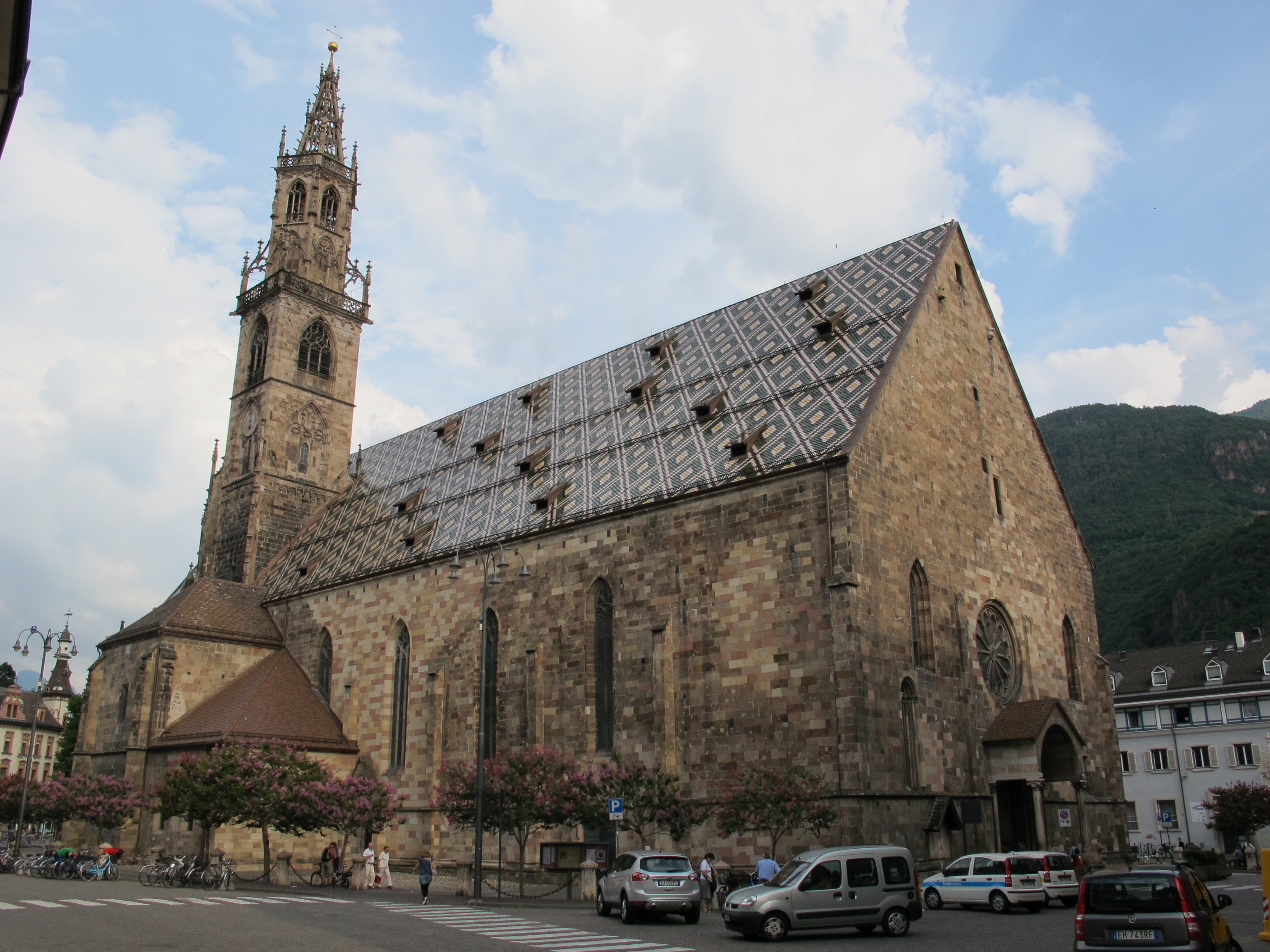
Duomo di Bolzano
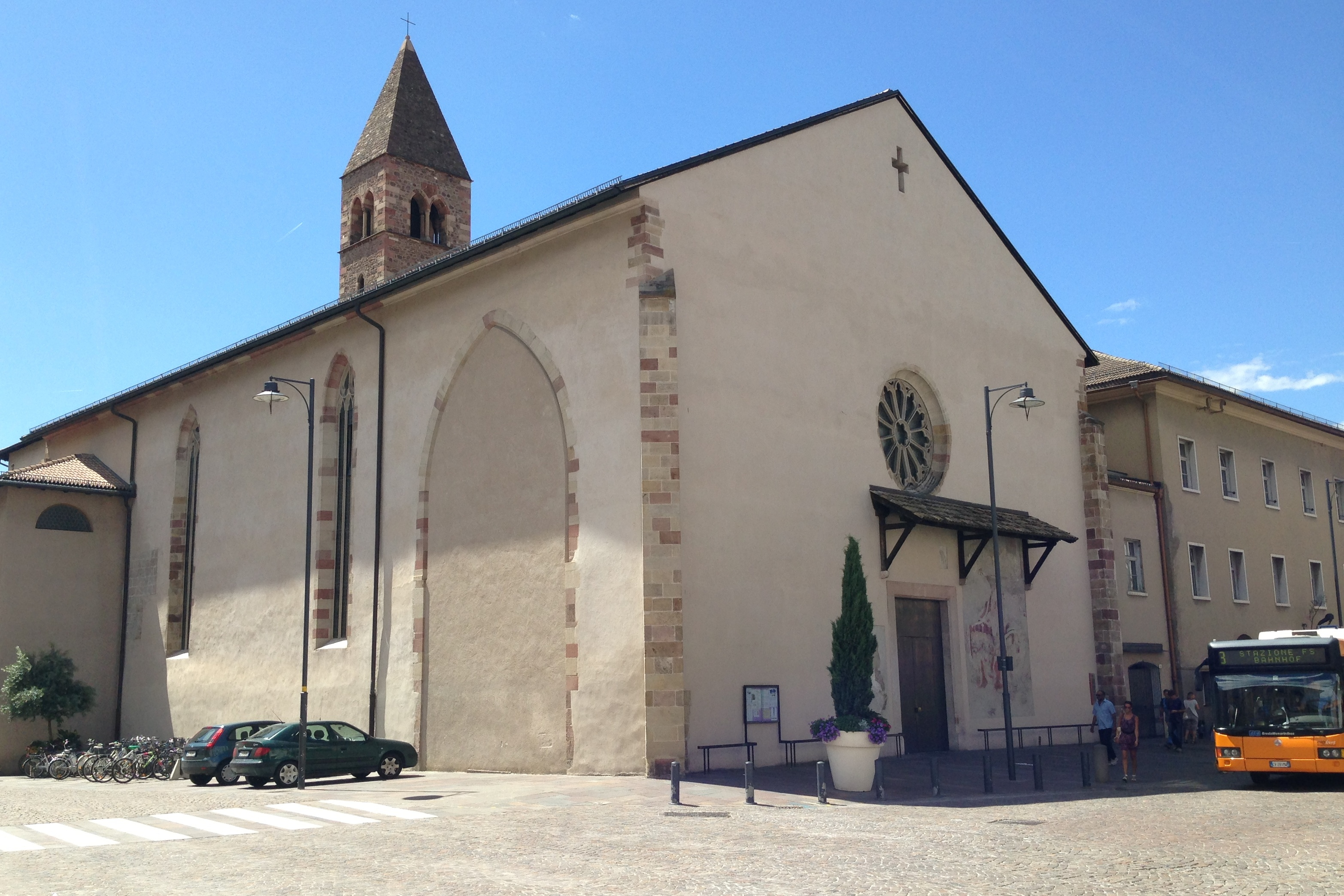
dominikánský kostel
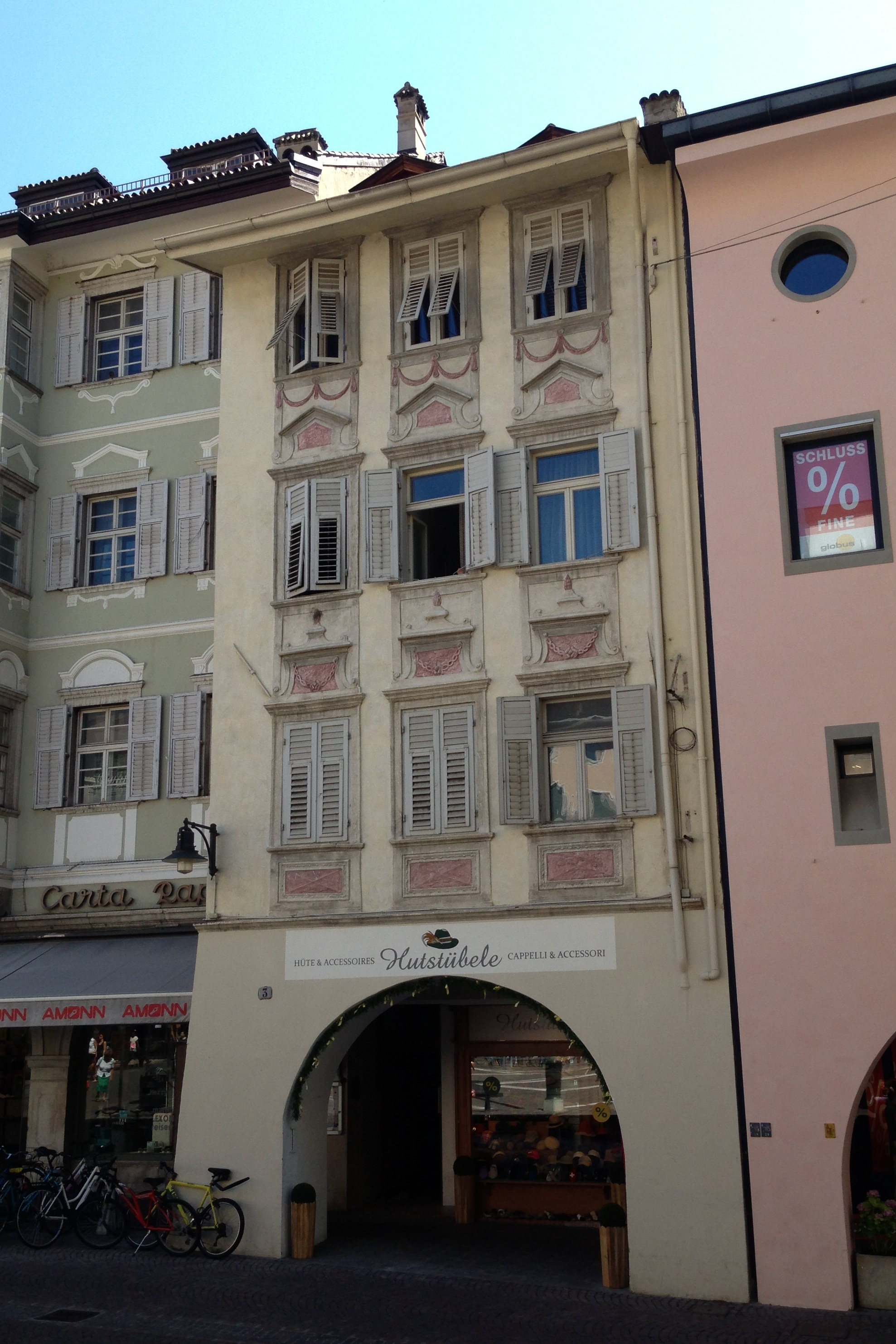
měšťanský dům na Rathausplatz
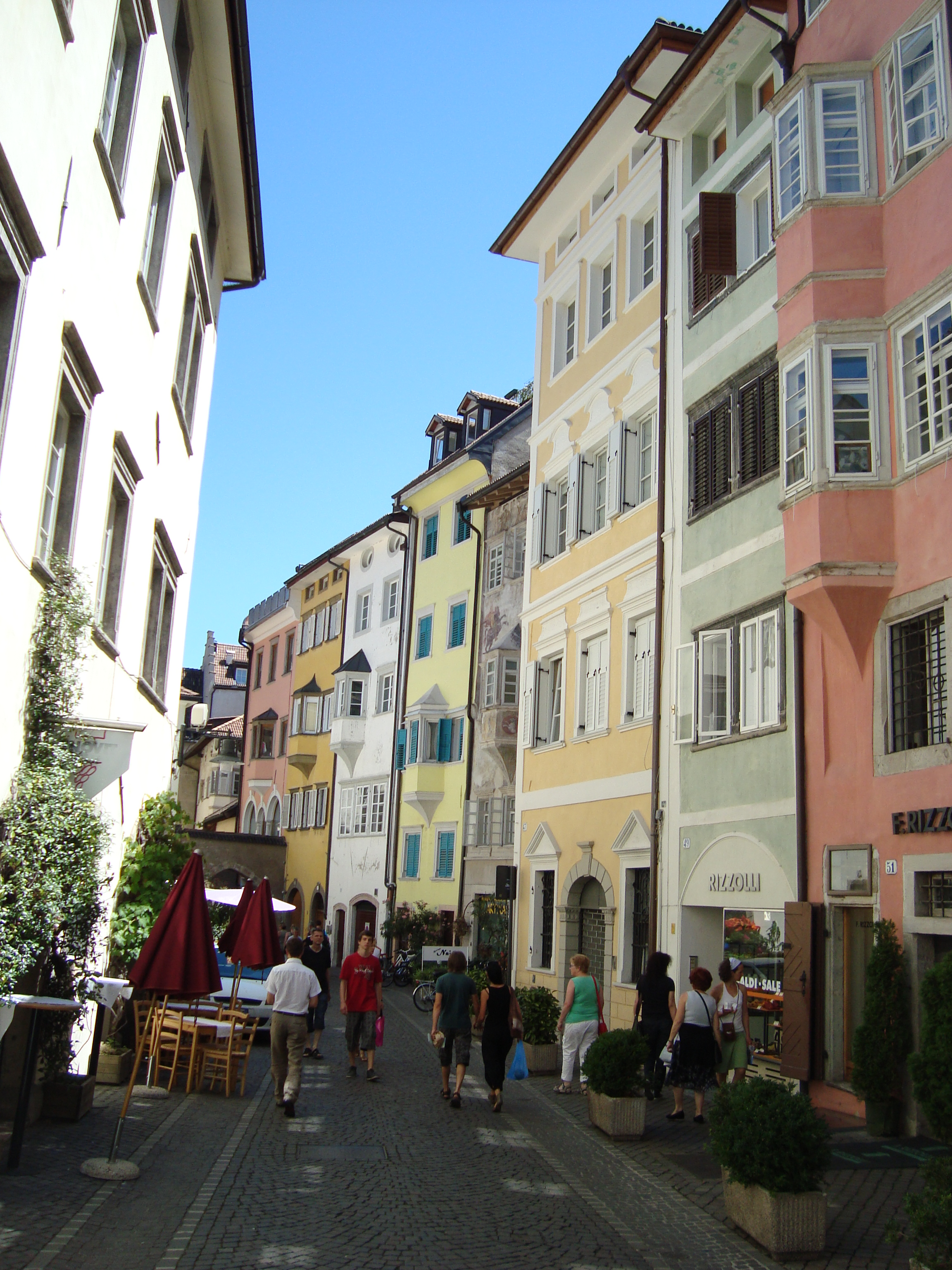
ulice na starém městě
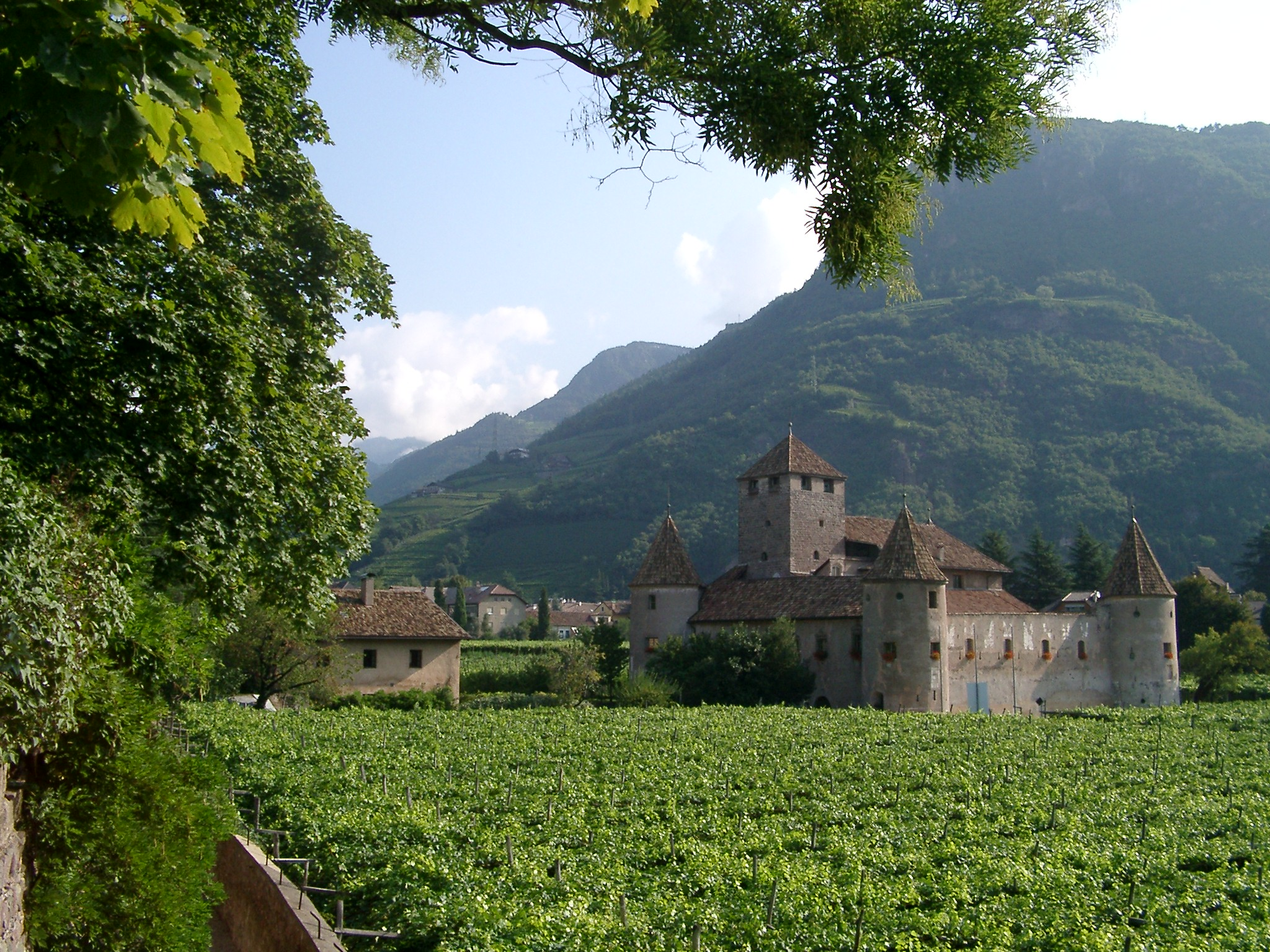
hrad Maretsch
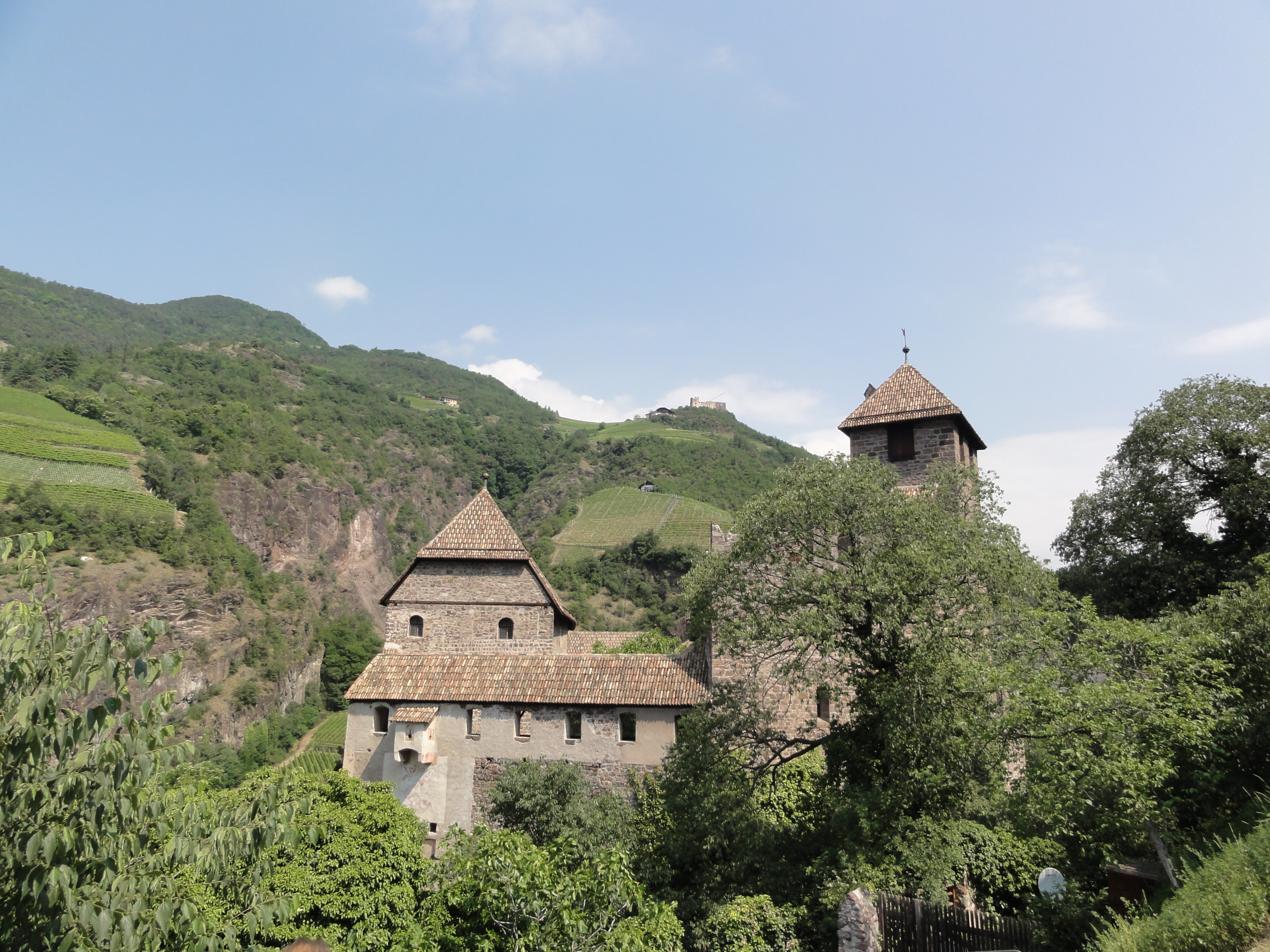
hrad Roncolo

## Městské části
- Centro-Piani-Rencio (Zentrum-Bozner Boden-Rentsch)
- Oltrisarco-Aslago (Oberau-Haslach)
- Europa-Novacella (Europa-Neustift)
- Don Bosco (Don Bosco-Neugries)
- Gries-S.Quirino (Gries-Quirein)

## Vývoj počtu obyvatel
Počet obyvatel

## Partnerská města

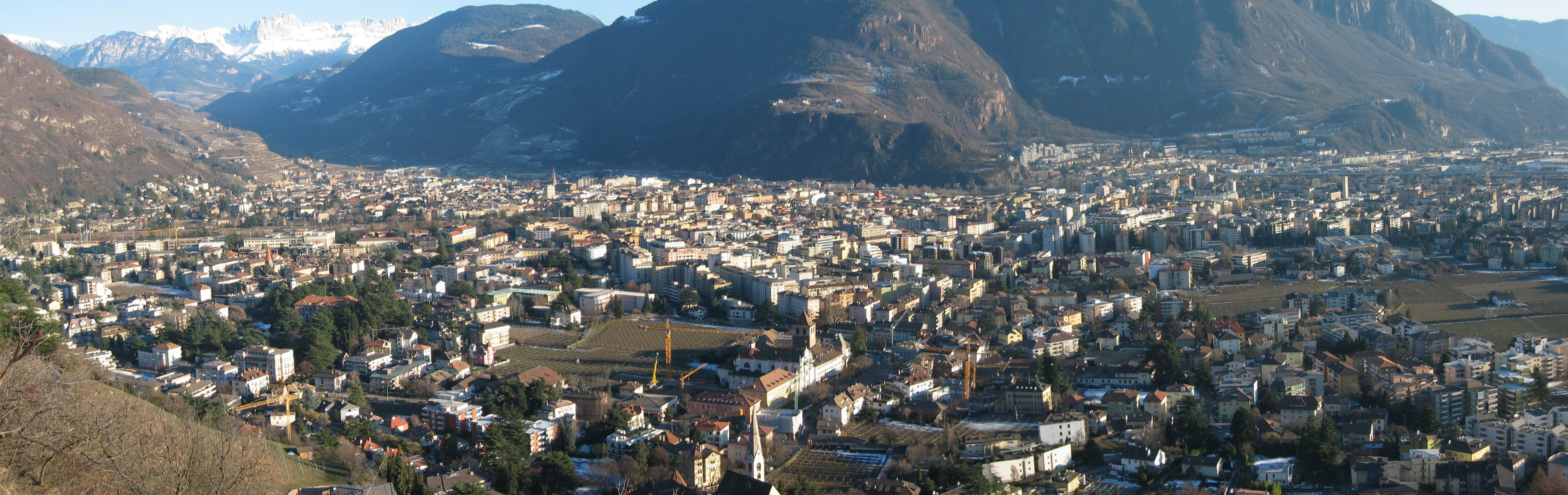
Panorama města

- Sopron, Maďarsko